# Shamsa

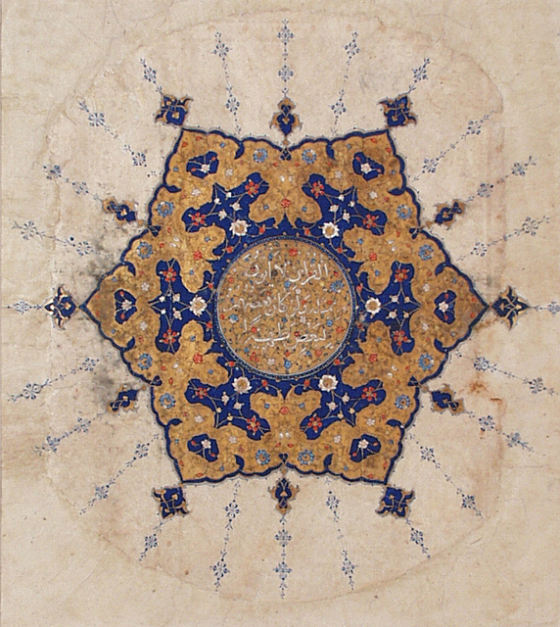
Shamsa del en el Corán

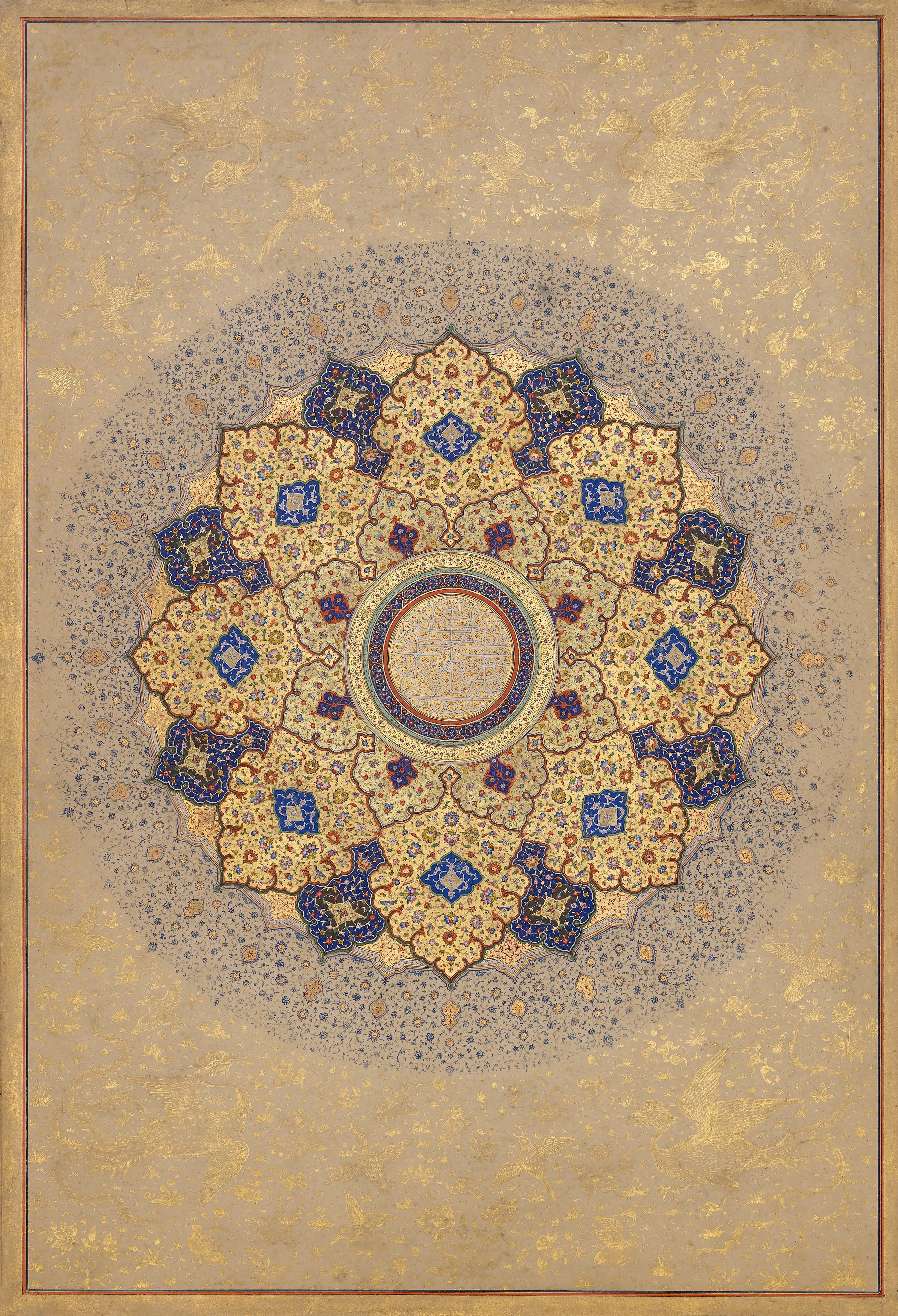
Shamsa con los nombres y títulos de Sha Jahan

En arte islámico, shamsa (árabe:  شمسة /shums, persa شمسه /shamseh , que significa “solecito”) es un medallón o rosetón intrincadamente decorado, empleado en textos, alfombras, ornamentos de metal o decoraciones arquitectónicas.
Suele incluir motivos geométricos o florales y la forma arabesca se usa para simbolizar la trascendencia, la indivisibilidad y la infinita naturlaeza de Dios.
Además es un nombre femenino tanto en árabe, como en urdu.